# SRD5A1
SRD5A1 (англ. Steroid 5 alpha-reductase 1) – білок, який кодується однойменним геном, розташованим у людей на короткому плечі 5-ї хромосоми. Довжина поліпептидного ланцюга білка становить 259 амінокислот, а молекулярна маса — 29 459.
| 10         |  | 20         |  | 30         |  | 40         |  | 50         |
| ---------- |  | ---------- |  | ---------- |  | ---------- |  | ---------- |
| MATATGVAEE |  | RLLAALAYLQ |  | CAVGCAVFAR |  | NRQTNSVYGR |  | HALPSHRLRV |
| PARAAWVVQE |  | LPSLALPLYQ |  | YASESAPRLR |  | SAPNCILLAM |  | FLVHYGHRCL |
| IYPFLMRGGK |  | PMPLLACTMA |  | IMFCTCNGYL |  | QSRYLSHCAV |  | YADDWVTDPR |
| FLIGFGLWLT |  | GMLINIHSDH |  | ILRNLRKPGD |  | TGYKIPRGGL |  | FEYVTAANYF |
| GEIMEWCGYA |  | LASWSVQGAA |  | FAFFTFCFLS |  | GRAKEHHEWY |  | LRKFEEYPKF |
| RKIIIPFLF  |  |            |  |            |  |            |  |            |

A: Аланін

C: Цистеїн

D: Аспарагінова кислота

E: Глутамінова кислота

F: Фенілаланін

G: Гліцин

H: Гістидин

I: Ізолейцин

K: Лізин

L: Лейцин

M: Метіонін

N: Аспарагін

P: Пролін

Q: Глутамін

R: Аргінін

S: Серин

T: Треонін

V: Валін

W: Триптофан

Кодований геном білок за функцією належить до оксидоредуктаз. 
Задіяний у такому біологічному процесі, як диференціація клітин. 
Білок має сайт для зв'язування з НАДФ. 
Локалізований у мембрані, ендоплазматичному ретикулумі, мікросомах.